# Hyllus maskaranus
Hyllus maskaranus är en spindelart som beskrevs av Barrion, Litsinger 1995. Hyllus maskaranus ingår i släktet Hyllus och familjen hoppspindlar. Inga underarter finns listade i Catalogue of Life.